# Neivamyrmex texanus
Neivamyrmex texanus är en myrart som beskrevs av Charles James Watkins 1972. Neivamyrmex texanus ingår i släktet Neivamyrmex och familjen myror. Inga underarter finns listade i Catalogue of Life.

## Bildgalleri

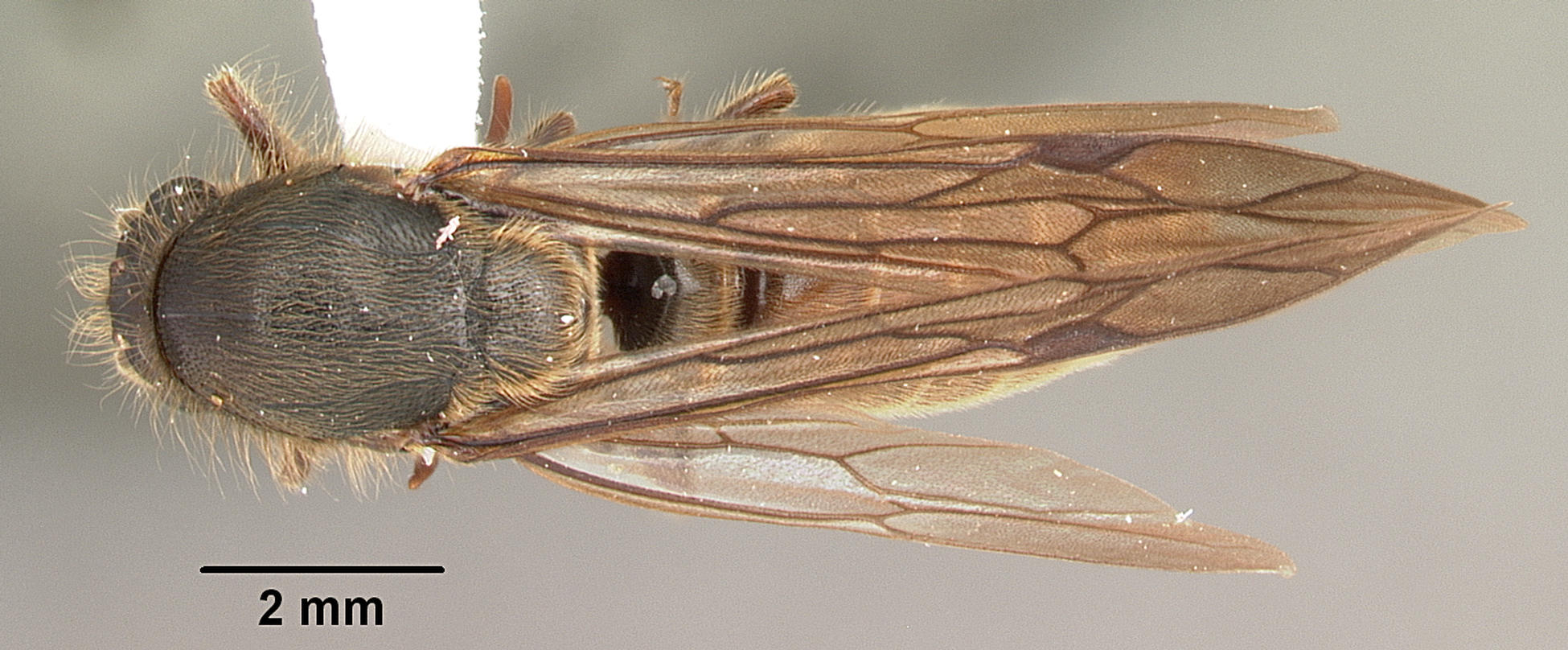
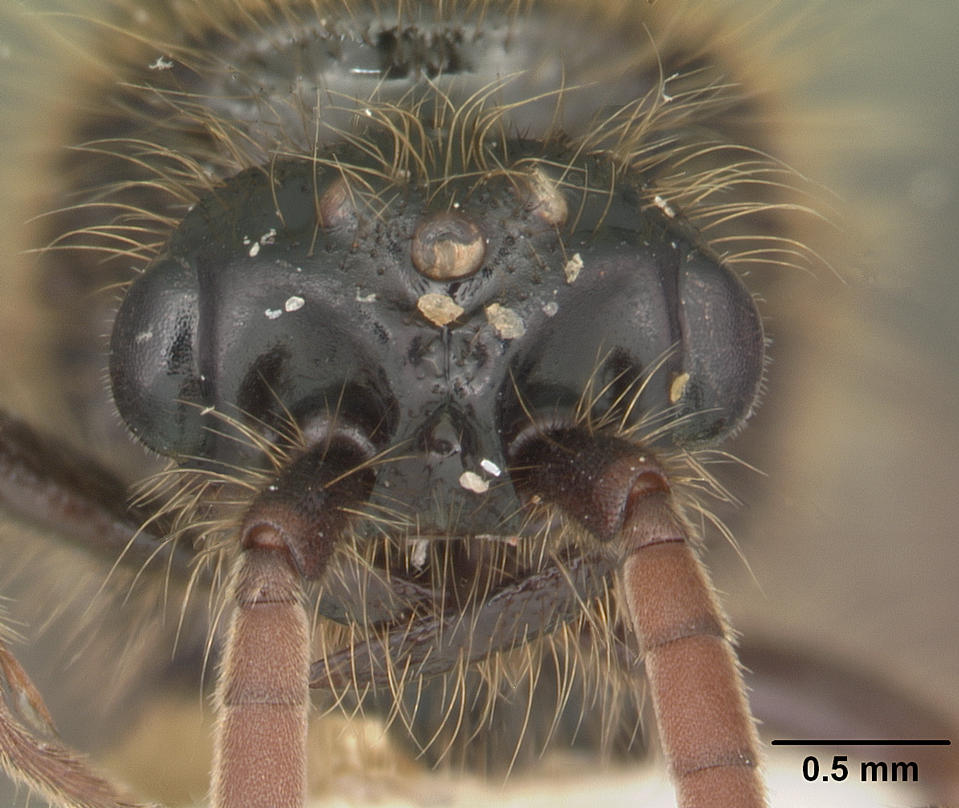
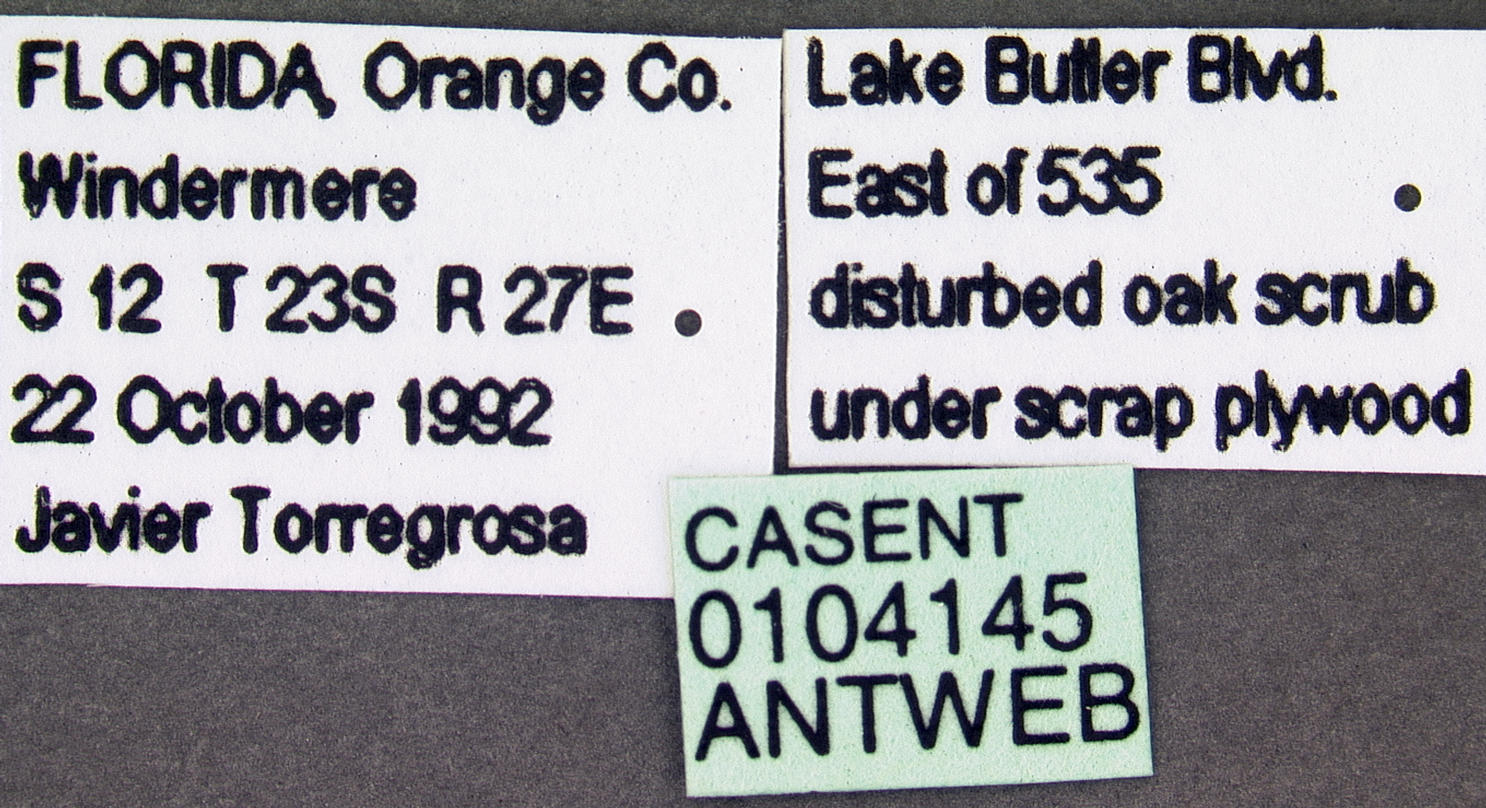
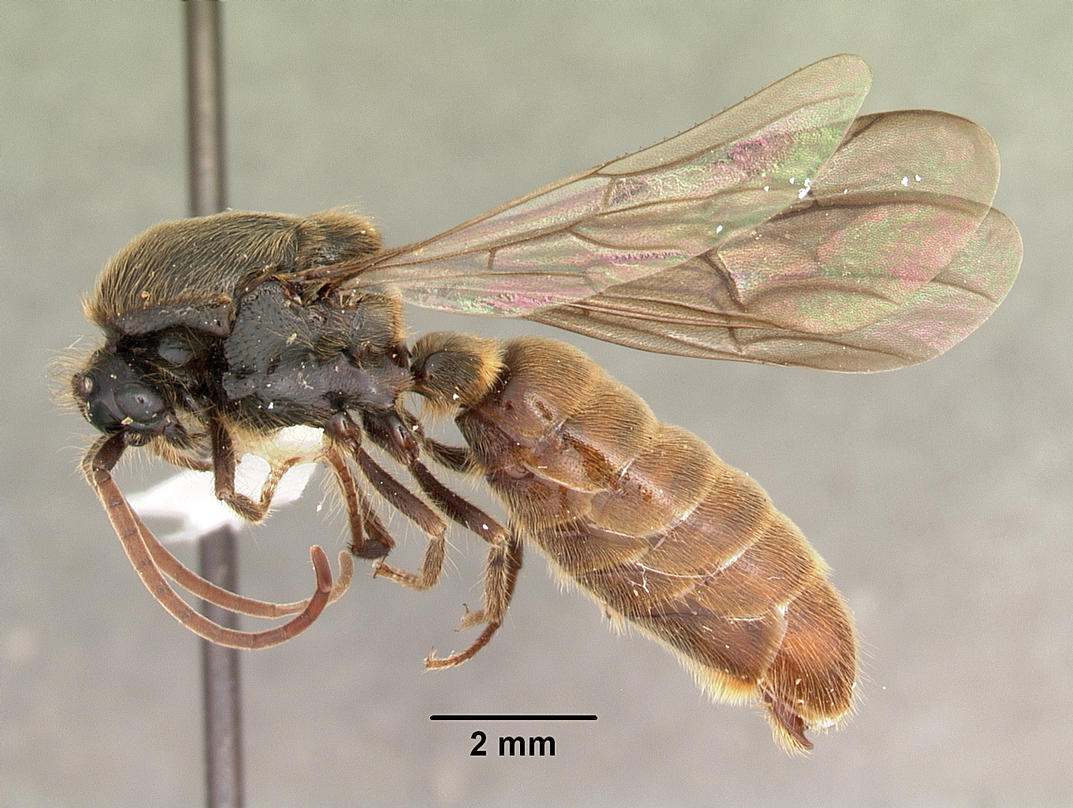
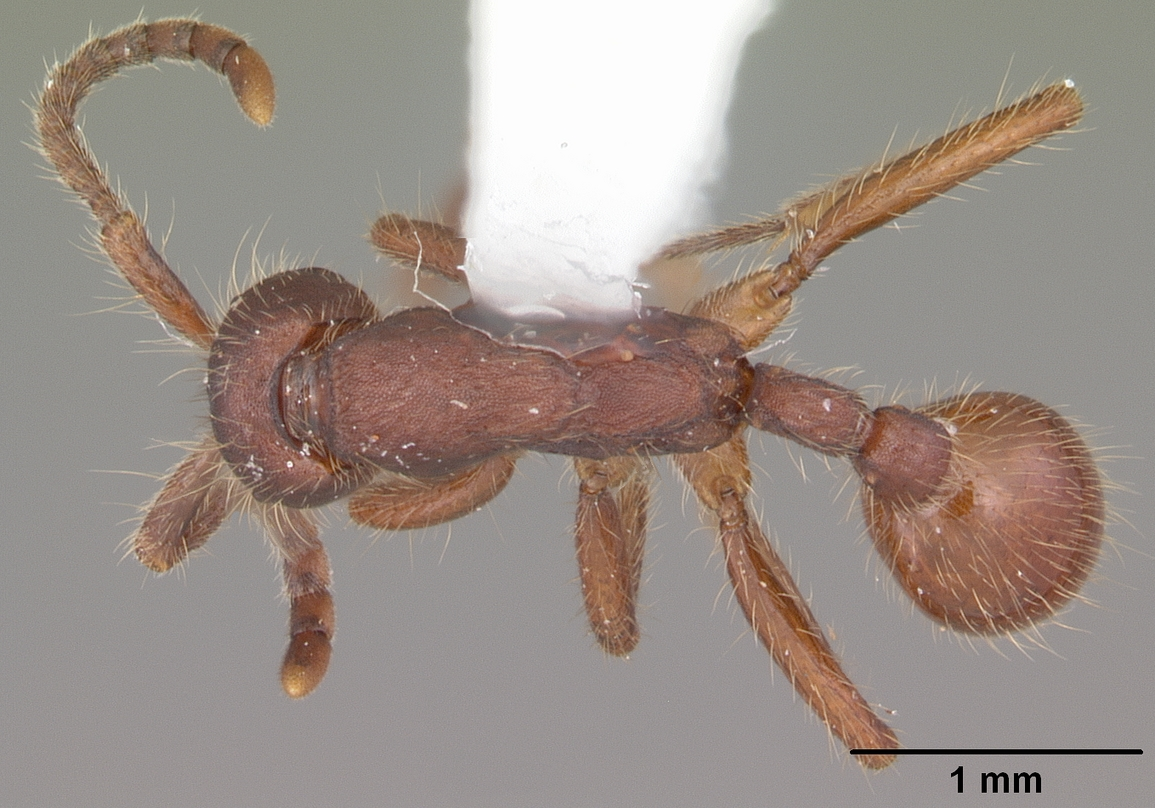
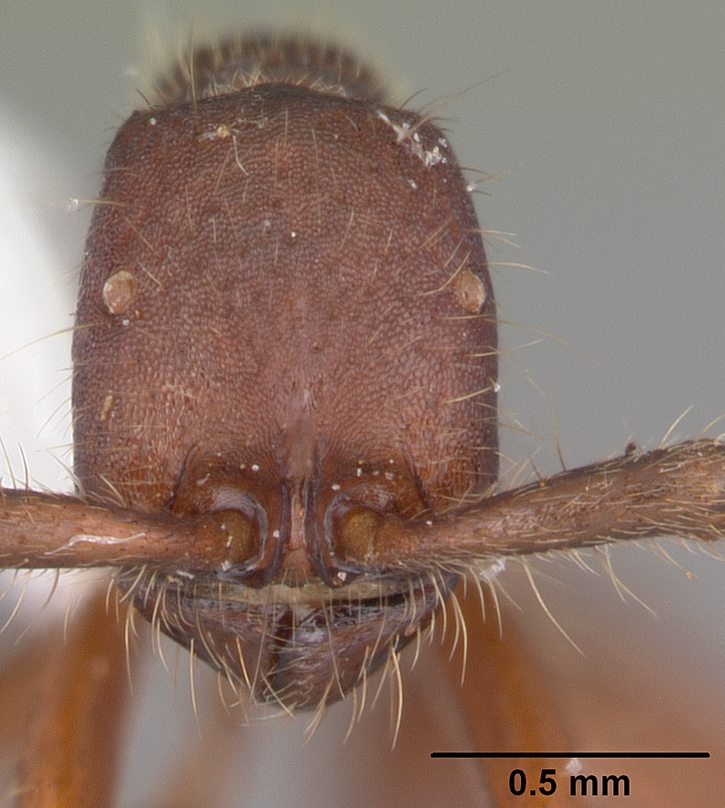